# Julia Marcell
Julia Marcell (tên khai sinh: Julia Górniewicz, sinh ngày 20 tháng 4 năm 1982 tại Chełmno) là một ca sĩ, nhạc sĩ và nghệ sĩ piano người Ba Lan.

## Sự nghiệp
Julia Marcell bắt đầu sáng tác ca khúc từ năm mười bốn tuổi và học chơi piano vào khoảng năm 2007. Năm 2007, cô cũng phát hành album đầu tay mang tên Storm.
Năm 2008, Marcell cùng với ca sĩ người Mỹ gốc Cuba Aurelio Voltaire song ca bài hát "This Sea". Bài hát này xuất hiện trong album To the Bottom of the Sea của Voltaire. Năm 2014, cô tiếp tục song ca cùng Voltaire thể hiện ca khúc "The Devil and Mr. Jones" trong album Raised by Bats.
Marcell cũng sáng tác nhạc phim cho bộ phim Jak całkowicie zniknąć (2015) của đạo diễn Przemysław Wojcieszek.
Vào ngày 11 tháng 3 năm 2016, Marcell phát hành album Proxy, đồng thời cô cũng quảng bá đĩa đơn "Andrew" trên iTunes.

## Tác phẩm âm nhạc

### Album phòng thu
- 2007: Storm (EP)
- 2009:[9] It Might Like You
- 2011:[10] June
- 2014:[11][12] Sentiments
- 2016:[13] Proxy

### Video
| Tiêu đề               | Năm  | Đạo diễn                      | Album      | Ghi chú |
| --------------------- | ---- | ----------------------------- | ---------- | ------- |
| "Matrioszka"          | 2011 | Iwona Bielecka                | June       | [ 14 ]  |
| "CTRL"                | 2011 | Iwona Bielecka, Julia Marcell | June       | [ 15 ]  |
| "I Wanna Get on Fire" | 2012 | Iwona Bielecka, Julia Marcell | June       | [ 16 ]  |
| "Manners"             | 2014 | Julia Sausen, Julia Marcell   | Sentiments | [ 17 ]  |
| "Andrew"              | 2016 | Julia Sausen, Julia Marcell   | Proxy      | [ 18 ]  |
| "Tarantino"           | 2016 | Julia Marcell                 | Proxy      | [ 19 ]  |
| "Tesko"               | 2017 | Julia Sausen                  | Proxy      | [ 20 ]  |